# Révolution liégeoise
 (11 juillet 2020).
La révolution liégeoise (en wallon Revolucion lidjwesse ou Binamêye revolucion, c'est-à-dire la révolution bienheureuse) est la période qui va de 1789 à 1795, et qui entraîne la disparition de la principauté de Liège après huit siècles d'existence.

## Introduction

### Interprétations

Armes de la principauté de Liège.

Selon Hervé Hasquin, la révolution liégeoise reflète la Révolution française, voire en est une partie. Les deux révolutions commencèrent simultanément en 1789 et, dans cette interprétation, la révolution liégeoise a continué après le retour temporaire du prince pour connaître une deuxième phase avec l'entrée des troupes révolutionnaires françaises en 1792, et une troisième phase en 1794 avec le deuxième retour des Français. La révolution finit donc en 1795 avec la disparition de la principauté et son incorporation à la République française. Pendant cette phase, les révolutionnaires liégeois procèdent à la démolition de la cathédrale Saint-Lambert et organisent le premier suffrage universel masculin au sein de la principauté, pour la mise sur pied d’une nouvelle assemblée puis d'un plébiscite pour la réunion de la principauté à la France.

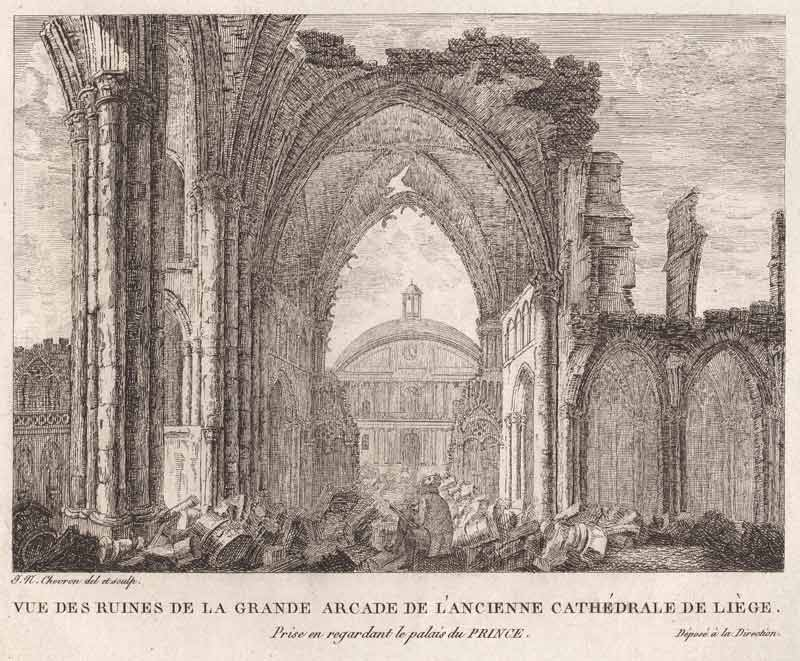
Vue des ruines de la grande arcade de l’ancienne cathédrale de Liège, prise en regardant le palais du prince, par Jean-Noël Chevron.

Selon d'autres [réf. nécessaire], la révolution se déroula pendant la période où le prince-évêque de Liège était absent, dès son départ pendant la nuit du 26 au 27 août 1789 jusqu'à son retour le 12 février 1791. Dans cette interprétation, la révolution liégeoise est la contrepartie de la révolution brabançonne dans les Pays-Bas autrichiens, qui a échoué. Cependant, il y a une contradiction dans cette interprétation : la révolution liégeoise, à l'instar de la Révolution française, a pour but une remise en question profondément progressiste de l'ordre politique et social, au contraire de la révolution brabançonne qui s'inscrit dans la contestation et le rejet des réformes progressistes de Joseph II. La révolution liégeoise aboutit à la réunion de la principauté à la France, alors que les Liégeois ne participèrent pas à la révolution brabançonne, ni aux États Belgiques-Unis.

### Chronologie

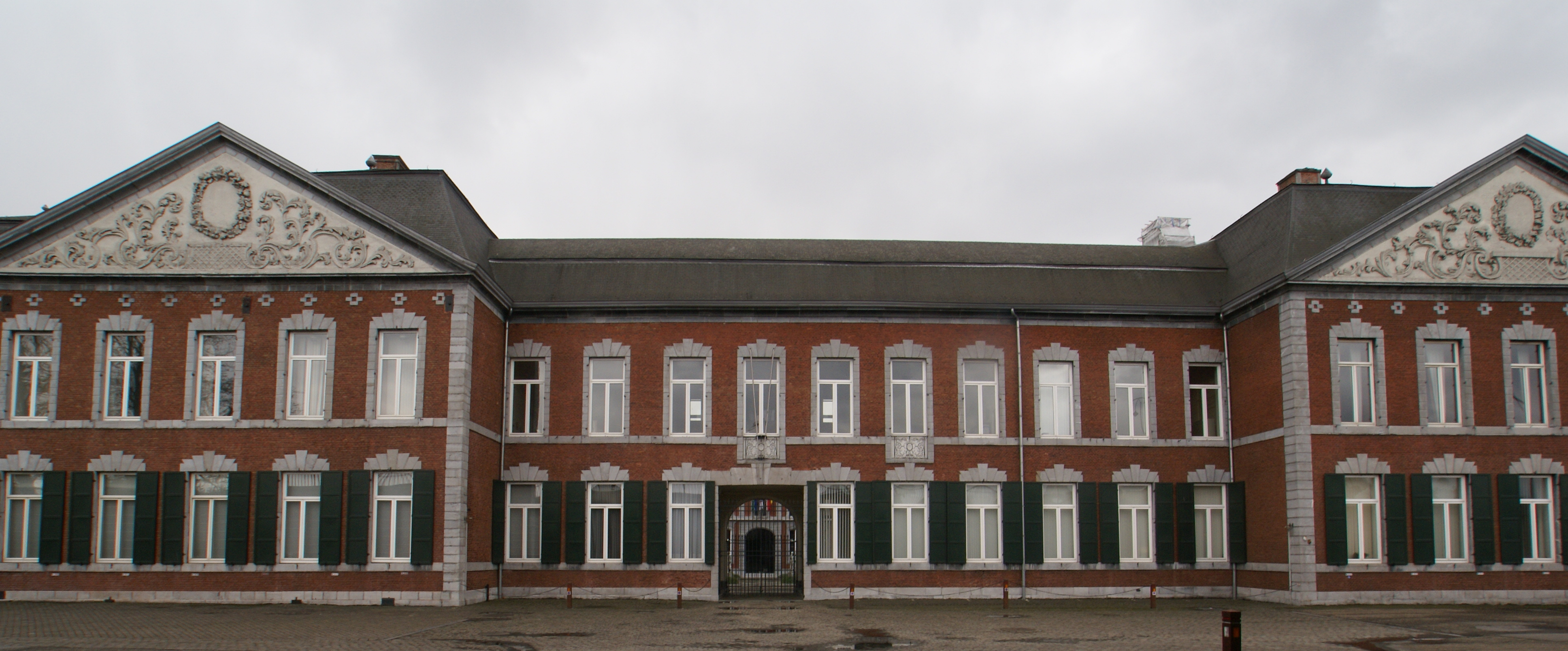
La résidence d'été des princes-évêques à Seraing.

La révolution liégeoise fut, comme on peut s’y attendre, une période troublée : en 6 années, les Liégeois passèrent du régime épiscopal à la France en passant par une République liégeoise et par plusieurs restaurations du pouvoir ecclésiastique. Il est donc nécessaire de retracer la chronologie des événements-clés pour bien comprendre les aléas du destin de la principauté pendant cette période.
- 1772 : Mgr Velbrück est désigné prince-évêque de Liège. Il encourage les arts et les idées nouvelles jusqu’à sa mort en 1784.
- 1784 : Mgr Hoensbroeck remplace Velbrück sur le trône épiscopal. Il est beaucoup plus autoritaire et réactionnaire que son prédécesseur.
- 1789 : la révolution éclate à Paris, puis à Liège. Mgr Hoensbroeck fuit en Allemagne et la République liégeoise est proclamée.
- 1791 : première restauration : l’armée autrichienne replace Hoensbroeck sur le trône épiscopal. La plupart des patriotes liégeois s’exilent à Paris.
- 1792 : Mgr Hoensbroeck meurt et est remplacé par François-Antoine-Marie de Méan qui doit fuir précipitamment à la suite de la bataille de Jemappes, qui permet aux troupes françaises de Dumouriez de prendre le contrôle de la principauté et des Pays-Bas autrichiens.
- 1793 : les citoyens liégeois plébiscitent la réunion de la principauté à la France. Mais à la bataille de Neerwinden, les Autrichiens défont les troupes françaises et restaurent, pour une seconde fois, le prince-évêque à Liège.
- 1794 : bataille de Fleurus et bataille de Sprimont, les Français reprennent la principauté.
- 1795 : l’incorporation de la principauté à la France est entérinée par la Convention nationale.

## Origines des mécontentements (1684-1789)
Le prince-évêque François-Charles de Velbruck (1772-1784), esprit émancipé, se montre favorable aux philosophes et laisse se répandre les idées nouvelles. C'est même de la « Société Libre d'Émulation de Liège », qu'il fonde en 1779 pour encourager le goût des arts, des lettres et des sciences, que sortiront certains chefs de la révolte.
Car la révolte gronde déjà. Depuis le Règlement de 1684, le pouvoir appartient au prince-évêque, aux chanoines de la cathédrale Saint-Lambert et à la noblesse. Le bas clergé, la petite noblesse, la bourgeoisie industrielle, les ouvriers, les paysans, ne participent donc pas à la gestion des affaires publiques. En outre, la situation du petit peuple n'est guère enviable ; le chômage et la mendicité sévissent ; des voix s'élèvent pour réclamer des changements politiques et davantage de justice sociale.
En 1784, c'est Mgr César-Constantin-François de Hoensbroeck qui devient prince-évêque. Hostile à toute réforme, ce souverain autoritaire attise la rébellion qui couve.
En juin 1787, Mgr Hoensbroeck envoie dans la ville thermale de Spa deux cents hommes et deux canons pour faire fermer une maison de jeu. L'événement et le long procès qui s'ensuit sont le prétexte d'un regain de contestation, et la révolution qui éclate à Paris en juillet 1789 achève d'échauffer les ardeurs.

## La révolution proprement dite (1789-1791)

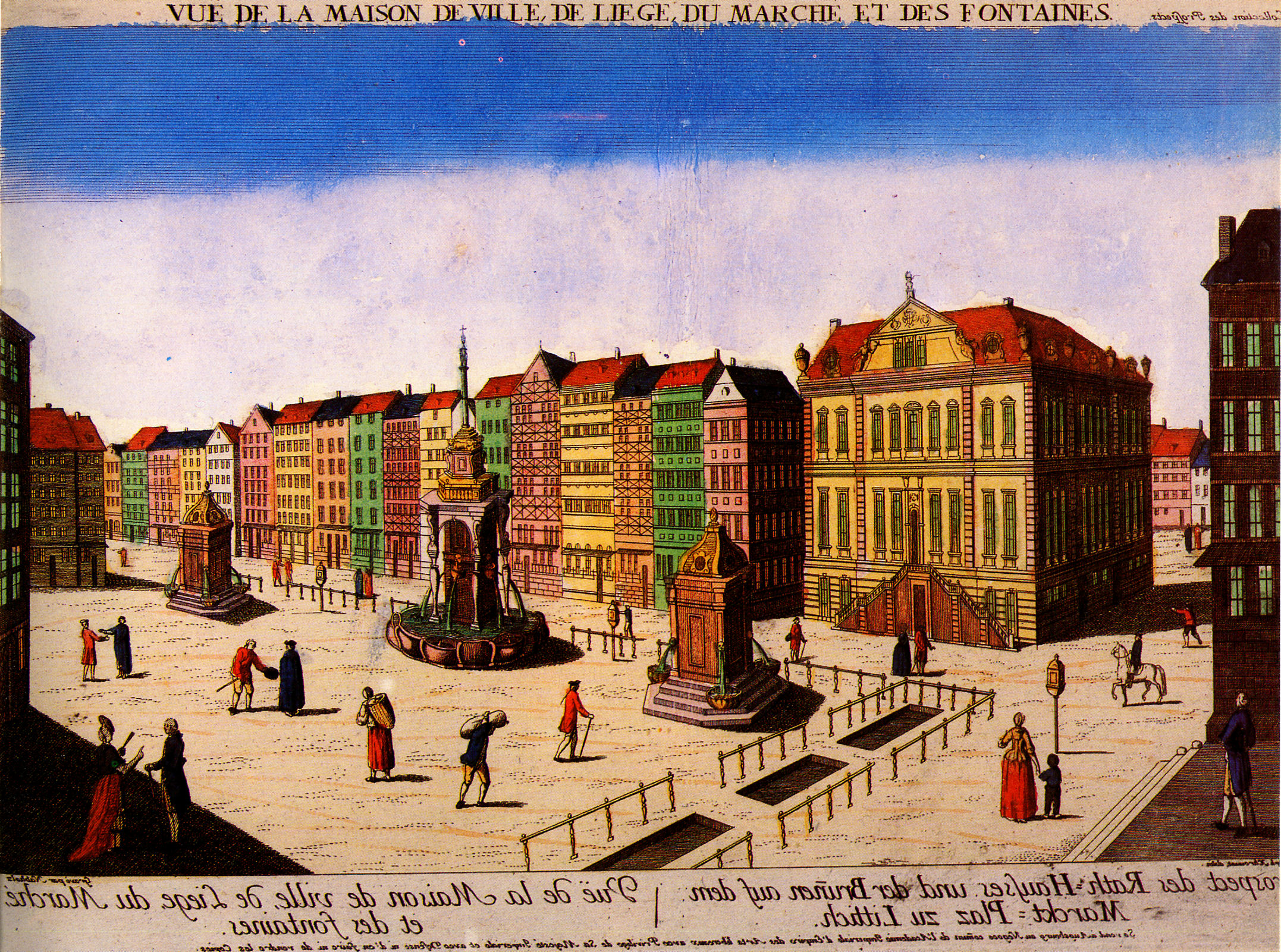
La place du Marché et l'hôtel de ville de Liège au milieu du XVIIIe siècle.

Le 18 août 1789, Jean-Nicolas Bassenge et d'autres démocrates se rendent à l'hôtel de ville. Ils réclament la démission des magistrats en place et font nommer des bourgmestres populaires : Jacques-Joseph Fabry et Jean-Remy de Chestret. La citadelle de Sainte-Walburge tombe aux mains des insurgés. Mgr Hoensbroeck est ramené de sa résidence d'été de Seraing pour ratifier la nomination des nouveaux édiles et abolir le règlement tant contesté de 1684.
Mais il ne s'agit là que d'une ruse. Quelques jours plus tard, le prince s'enfuit à Trèves, en Allemagne. Le tribunal de l'Empire condamna l'insurrection liégeoise et ordonna le rétablissement de l'ancien régime dans la principauté de Liège.
En attendant, le caractère insurrectionnel de la révolution liégeoise est tel qu'elle aboutit à la création d'une république, deux ans avant la France. Les États du pays de Liège préparent une Constitution dans laquelle on trouve notamment l'égalité de tous devant l'impôt, l'élection des députés par le peuple et la liberté du travail.

Le drapeau de la principauté.

De novembre 1789 à avril 1790, les Prussiens occupent Liège et d'autres grandes villes de la principauté, chargés d'une mission de médiation entre les révolutionnaires et le cercle de Westphalie.
En 1790, Jacques-Joseph Fabry et Arnold-Godefroid-Joseph Donckier de Donceel sont élus corégents de Liège.
Mais il est impossible de concilier les aspirations libérales du peuple liégeois et l'entêtement autoritaire de Mgr Hoensbroeck en exil. L'empereur d'Autriche Léopold II, après avoir repris possession des Pays-Bas, intervient pour rétablir le pouvoir épiscopal dans son intégrité.

## Première Restauration (1791-1792)

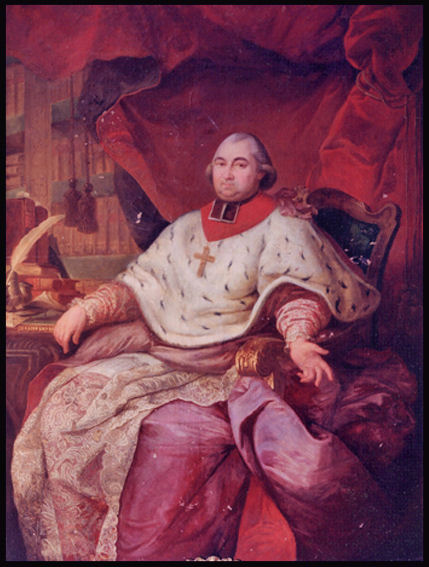
François-Antoine-Marie de Méan, dernier prince-évêque de Liège.

Les volontaires liégeois, qui affrontent l'ennemi en entonnant le « Valeureux Liégeois » de l'abbé Ramoux, ne peuvent évidemment pas contenir l'armée autrichienne, qui entre à Liège le 12 janvier 1791. Le prince-évêque Mgr Hoensbroeck récupère son trône et procède à de nombreuses représailles. Une grande partie des patriotes liégeois sont obligés de trouver refuge en France, leurs biens et leurs propriétés sont confisqués par le prince-évêque.
C’est parmi ces exilés que la France révolutionnaire et libératrice trouvera ses partisans les plus convaincus. Les rigueurs et les maladresses de la restauration épiscopale (1791-1792) ont créé un état d’esprit et des conditions plus propices à l’établissement du régime français dans un pays traditionnellement tourné vers la France depuis le XVe siècle, et où les Lumières avaient été diffusées par des publicistes français comme Rousseau de Toulouse.
Le 3 juin 1792, meurt le prince-évêque Mgr Hoensbroeck, celui que le peuple appelait le « Tyran de Seraing ». C'est Mgr François-Antoine-Marie de Méan qui lui succède.
Le 21 septembre 1792, l'abolition de la royauté est proclamée en France. Celle-ci est en guerre contre les autres puissances européennes, qui veulent rétablir la monarchie et le conflit se déroule en partie sur le sol de l'actuelle Belgique.

## Première période française (1792-1793)

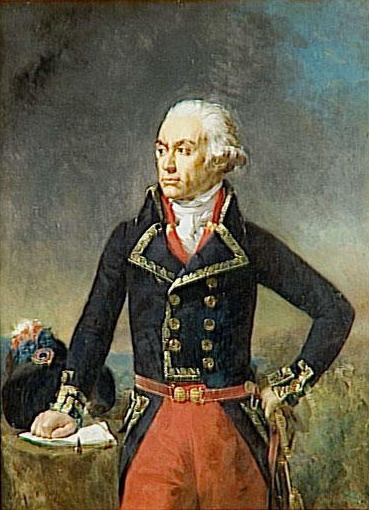
Le général Dumouriez.

Le 6 novembre 1792, le général français Dumouriez inflige à Jemappes une lourde défaite aux Autrichiens ; il entre à Liège le 28, au milieu de l'enthousiasme populaire. Les patriotes exilés lors du retour de Mgr Hoensbroeck rentrent avec l'armée française, tandis que s'enfuit François-Antoine-Marie de Méan. L’enthousiasme des villes flamandes fut beaucoup plus mitigé. Le soutien à la réunion à la France fut particulièrement important chez les Franchimontois.
Dumouriez a témoigné à propos des Liégeois : « Un peuple spirituel, sensible et fier nous a reçus avec cette fraternité républicaine que notre exemple et nos victoires propageront bientôt dans toute l'Europe. Cette nation vraiment digne de la liberté est une seconde nation française ».
Bien plus importante que ces manifestations d’un moment est la contribution effective que les Français ont trouvée dès les premiers temps parmi la population et ses dirigeants, par exemple la mise sur pied d’une nouvelle assemblée issue de l’élection au suffrage universel.

### Le plébiscite pour la réunion de la principauté à la France
La présence des Français permit aux sociétés politiques de renaître, comme la « société des amis de la Liberté ». Toutefois, si les sociétés liégeoises jouèrent un grand rôle dans le vote du rattachement à la France, l’initiative appartient au pays de Franchimont.
Jean-Nicolas Bassenge fut chargé de présenter un rapport qui, après discussion, fut approuvé et distribué, et qui constitua la base sur laquelle la municipalité de Liège allait appeler au vote. Selon lui, le Pays de Liège ayant décidé de se séparer du Saint-Empire romain germanique, il n’y a d’autre solution que de s’unir à la France. En effet en 1792, il était impensable que la principauté de Liège reste indépendante. Les révolutionnaires ne voulaient plus de l’Ancien Régime et les négociations avec la duché de Brabant n’étaient pas arrivées à terme. On trouve, de plus, dans ce rapport, les conditions que la municipalité mettra au vote de la réunion.

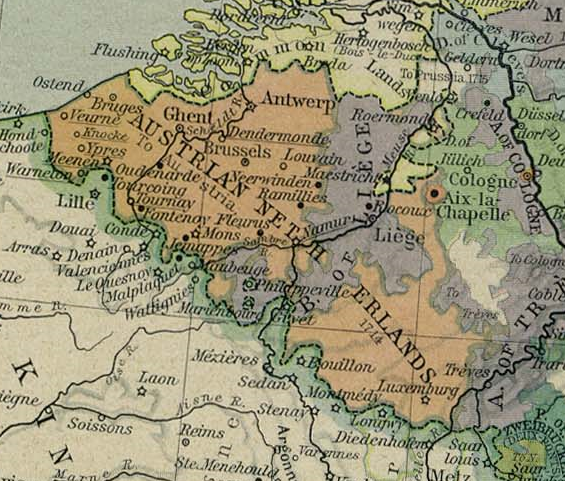
La principauté de Liège (en gris) enclavée dans les Pays-Bas autrichiens (en orange).

Les élections furent accessibles à tous les hommes ayant atteint l’âge de dix-huit ans. Elles semblent avoir été beaucoup plus libres et plus importantes, par le nombre de votants, dans la principauté de Liège que dans les Pays-Bas méridionaux.
Dans la ville de Liège, on recensa 9 700 votants, ce qui représentait 50 % de l’effectif électoral prévisible. Il y eut 40 votes négatifs, 7 548 pour la réunion assortie de cinq réserves, 1 548 pour la réunion pure et simple, les autres pour la réunion avec une partie de réserves. On remarquera le caractère massif du vote affirmatif, mais aussi la participation électorale (non-obligatoire) considérable. Toutefois, il peut être supposé que certains opposants ont probablement préféré s'abstenir.
Le vote de la réunion prend toute sa signification quand on compare aux chiffres de la participation connus dans les anciens Pays-Bas du sud : 3 000 votants à Mons et 2 000 à Gand.
On peut dire que les élections de 1793 furent représentatives de la principauté de Liège, mais, si la francophilie des habitants est prononcée, il ne faut pas oublier que les circonstances historiques de conflits entre Ancien Régime et la République ont conduit les Liégeois à ce vote.
La révolution liégeoise de 1789 explique la différence d’attitude des Liégeois vis-à-vis des occupants français et aussi la différence de traitement des Français vis-à-vis des Liégeois. La révolution brabançonne s’est faite contre le despotisme réformateur de Joseph II tandis que la révolution liégeoise, comme la révolution française dont elle s’inspire, avait abouti à la modification profonde du système politique et social de l’Ancien Régime.

## Seconde Restauration (1793-1794)

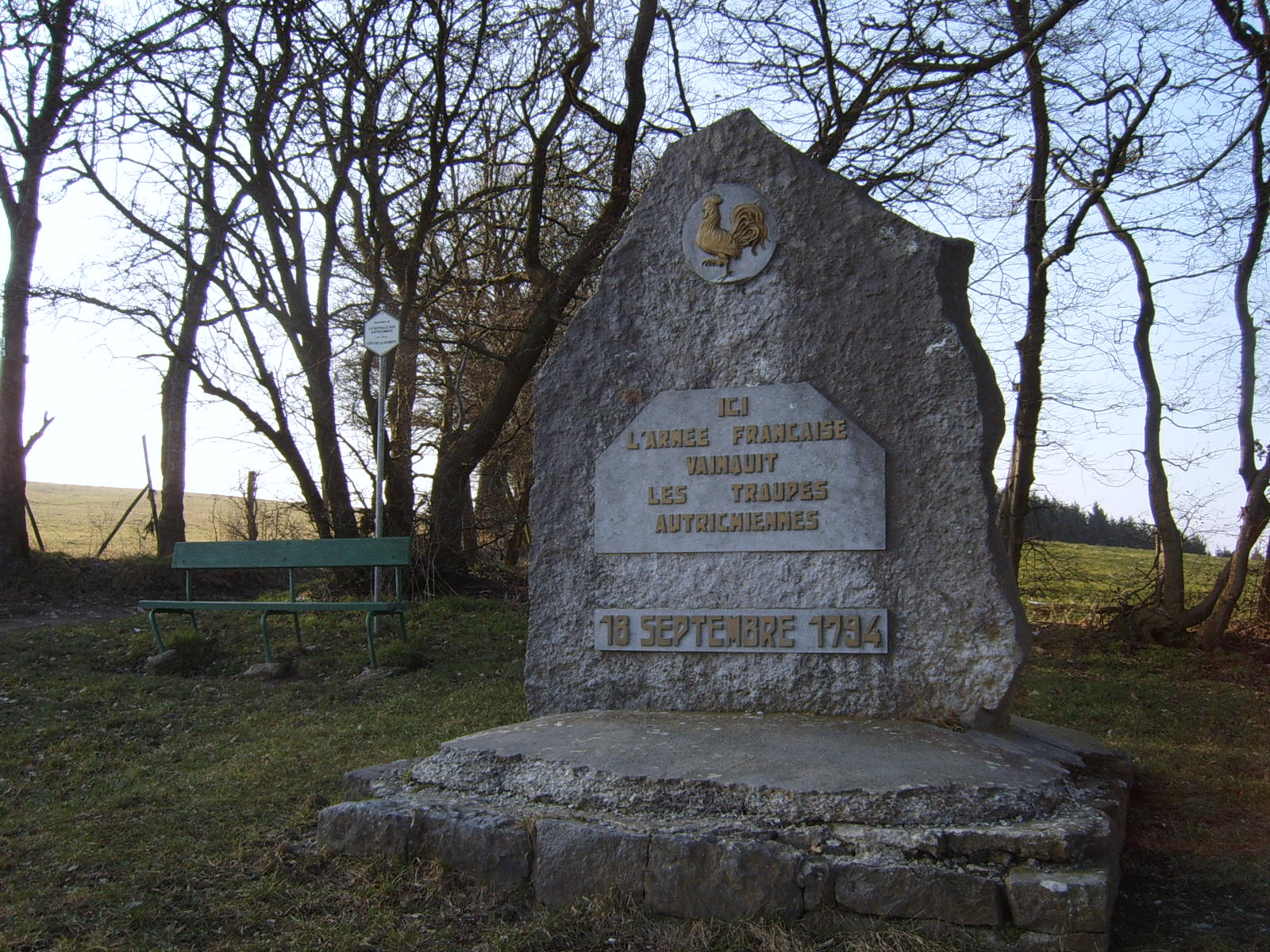
Monument sur le site de la Redoute, lieu de la bataille du 17 septembre 1794.

En mars, l'armée française est vaincue à Neerwinden : les Autrichiens réoccupent Liège et ramènent le prince-évêque.
Cette seconde restauration est de courte durée. Le 26 juin 1794, les troupes républicaines remportent la victoire de Fleurus.
Le 27 juillet 1794, les troupes autrichiennes quittent Liège après avoir bombardé et incendié le quartier d'Amercœur. Le dernier prince-évêque François-Antoine-Marie de Méan part en exil.
La dernière bataille, avant la conquête définitive du territoire, la bataille de Sprimont, intervient le 17 septembre à Fontin, entre Esneux et Aywaille.

## Seconde période française (1794-1815)

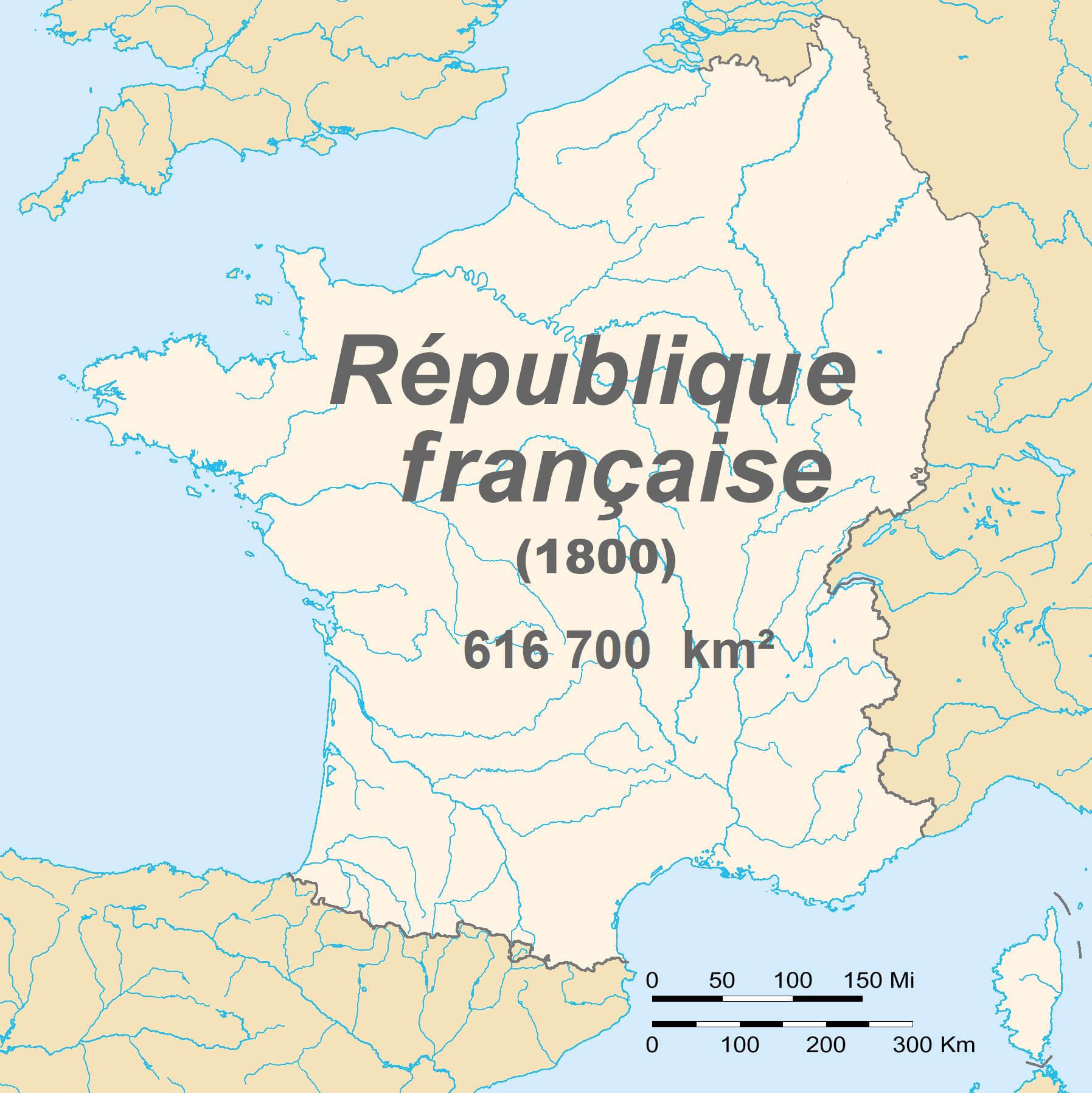
La Première République française en l'an 1800.

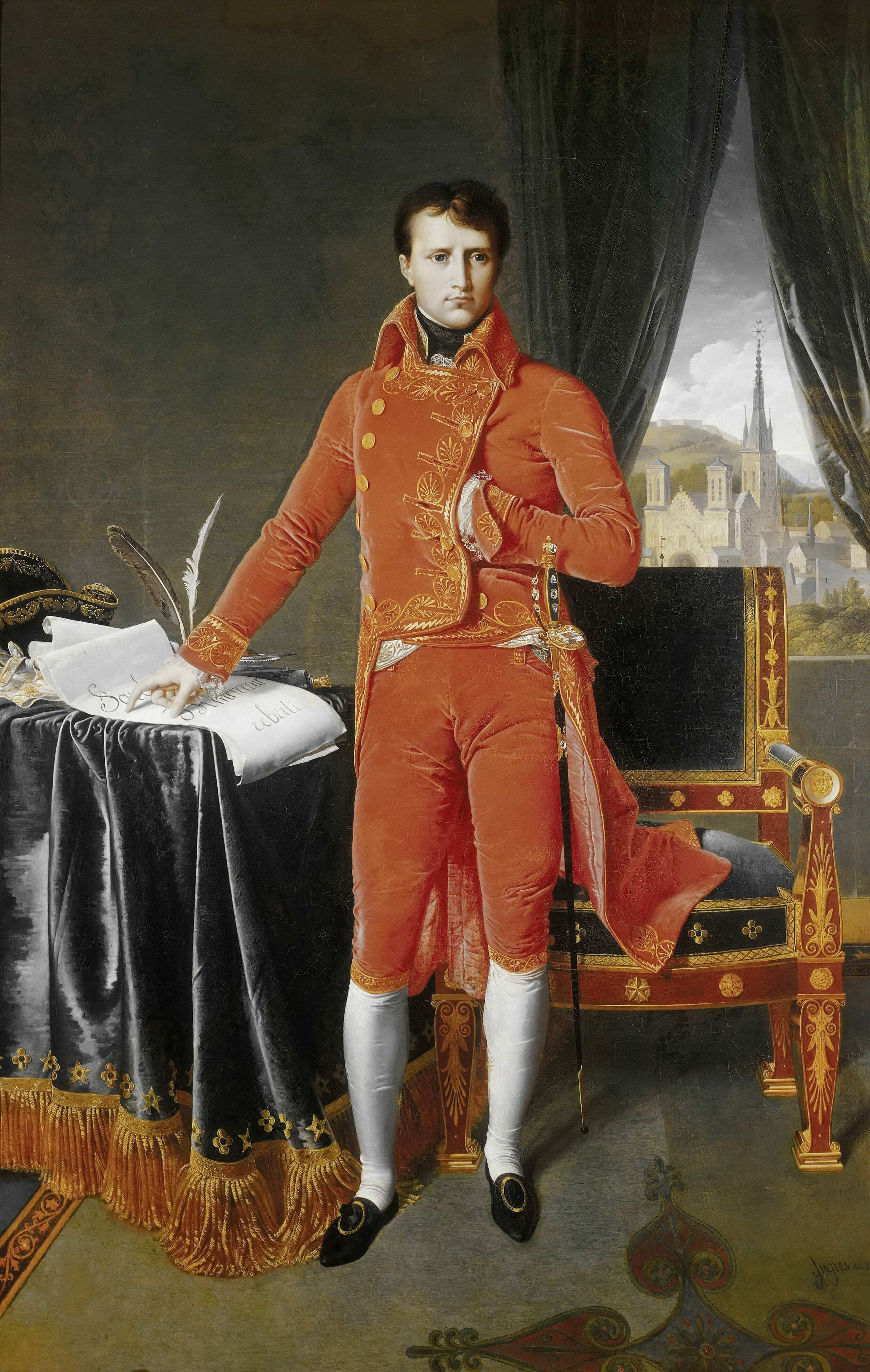
Bonaparte, Premier Consul (Ingres). À l'arrière-plan, on peut apercevoir la cathédrale Notre-Dame-et-Saint-Lambert de Liège, à une époque où elle était pourtant en cours de démolition par décision des révolutionnaires liégeois.

Il faut distinguer la première période (1792-1793), qui est pleine d’espoirs démocratiques pour les patriotes liégeois attachés à l’indépendance de leur pays mais auxquels l’expérience de l’exécution militaire avait appris les dangers de l’isolement, de la deuxième période (1794-1795), durant laquelle le pays de Liège subi, comme partout en France, le régime de la Terreur ; et enfin la dernière période et la plus longue (1795-1814/15) où les territoires « wallons » s'intègrent rapidement dans l'espace français.

Blason de la « Bonne ville » de première classe de Liège sous le Premier Empire.

En 1795, la Convention nationale décrète l'incorporation, à la suite du vote émis dans ce sens par les Liégeois, de la principauté à la République Française ; entrainant par là même sa disparition et sa répartition sur trois départements : Ourthe, Meuse-Inférieure et Sambre-et-Meuse. Cette disparition sera entérinée en 1801 par le Concordat entre Bonaparte et le pape Pie VII.
Liège reçoit la visite de Napoléon Bonaparte en 1803. À cette occasion, Ingres peindra un portrait du Premier Consul qui sera offert à la ville.
Le baron Micoud d'Umons devient préfet de l’Ourthe en 1806 jusqu'à la fin de la période française.
Les départements issus de la principauté de Liège se distingueront toujours des autres départements réunis par leur fidélité à la France jusque dans les derniers jours de l'Empire.
Après la défaite de Napoléon, les grandes puissances liguées contre la France décidèrent, lors du congrès de Vienne, de l'annexion, par le royaume des Pays-Bas, du département de l'Ourthe qui s'appellera désormais « province de Liège ».